# Deutsche Poolbillard-Meisterschaft 2004 (Damen)
Die Deutsche Poolbillard-Meisterschaft 2004 war die 24. Austragung zur Ermittlung der nationalen Meistertitel der Damen in der Billardvariante Poolbillard. Sie wurde im Stahlpalast in Brandenburg an der Havel ausgetragen.
Es wurden die Deutschen Meisterinnen in den Disziplinen 14/1 endlos, 8-Ball, 9-Ball und 8-Ball-Pokal ermittelt.

## Medaillengewinnerinnen
| Disziplin    | Gold                                      | Silber                          | Bronze                                        | Bronze                             |
| ------------ | ----------------------------------------- | ------------------------------- | --------------------------------------------- | ---------------------------------- |
| 14/1 endlos  | Diana Stateczny (SG Herne-Stamm/Sodingen) | Sandra Ortner (BC Sindelfingen) | Daniela Benz (BVS Heddesheim)                 | Karin Mayet (BSV Dachau)           |
| 8-Ball       | Susanne Wessel (PBC Castrop)              | Sandra Ortner (BC Sindelfingen) | Tanja Kirschmann (1. PBC Fulda)               | Wienke Thamsen (1. BU Flensburg)   |
| 9-Ball       | Sandra Ortner (BC Sindelfingen)           | Daniela Benz (BVS Heddesheim)   | Molrudee Kasemchaiyanan (PV Astoria Walldorf) | Karin Mayet (BSV Dachau)           |
| 8-Ball-Pokal | Diana Stateczny (SG Herne-Stamm/Sodingen) | Annette Heck (1. PBC Gießen)    | Tanja Kirschmann (1. PBC Fulda)               | Christine Wiechert (BC Oberhausen) |

## Modus
Die 32 Spielerinnen, die sich über die Landesmeisterschaften der Billard-Landesverbände qualifiziert haben, spielten zunächst im Doppel-KO-System. Ab dem Viertelfinale wurde im KO-System gespielt.

## Wettbewerbe
Aus Gründen der Übersichtlichkeit werden im Folgenden jeweils nur die 16 bestplatzierten Spielerinnen notiert.

### 14/1 endlos
| Platz | Spieler                 | Verein                  |
| ----- | ----------------------- | ----------------------- |
| 1     | Diana Stateczny         | SG Herne-Stamm/Sodingen |
| 2     | Sandra Ortner           | BC Sindelfingen         |
| 3     | Daniela Benz            | BVS Heddesheim          |
| 3     | Karin Mayet             | BSV Dachau              |
| 5     | Sabrina Fritz           | PBC Lindenhorst         |
| 5     | Molrudee Kasemchaiyanan | PV Astoria Walldorf     |
| 5     | Birgit Reimann          | 1860 Bremen             |
| 5     | Janine Drescher         | BC Alsdorf              |
| 9     | Franziska Stark         | PBV Schwetzingen        |
| 9     | Simone Meinhold         | BC Solaris Chemnitz     |
| 9     | Christine Wiechert      | BC Oberhausen           |
| 9     | Christine Lachenmann    | PB Feuerbach            |
| 13    | Tanja Kirschmann        | 1. PBC Fulda            |
| 13    | Melanie Süßenguth       | PBC RS Halberstadt      |
| 13    | Sylvia Buschhüter       | PBC Olimpia München     |
| 13    | Silke Falkus            | SG Herne-Stamm/Sodingen |

### 8-Ball
| Platz | Spieler                 | Verein                  |
| ----- | ----------------------- | ----------------------- |
| 1     | Susanne Wessel          | PBC Castrop             |
| 2     | Sandra Ortner           | BC Sindelfingen         |
| 3     | Tanja Kirschmann        | 1. PBC Fulda            |
| 3     | Wienke Thamsen          | 1. BU Flensburg         |
| 5     | Franziska Stark         | PBV Schwetzingen        |
| 5     | Molrudee Kasemchaiyanan | PV Astoria Walldorf     |
| 5     | Diana Stateczny         | SG Herne-Stamm/Sodingen |
| 5     | Sandra Graw             | PBSG Wolfsburg          |
| 9     | Simone Meinhold         | BC Solaris Chemnitz     |
| 9     | Christine Wiechert      | BC Oberhausen           |
| 9     | Alexandra Hees          | 1. PBC Ingelheim        |
| 9     | Daniela Benz            | BVS Heddesheim          |
| 13    | Annette Heck            | 1. PBC Gießen           |
| 13    | Silke Falkus            | SG Herne-Stamm/Sodingen |
| 13    | Sylvia Buschhüter       | PBC Olimpia München     |
| 13    | Alexandra Schwerin      | 1. BSV Weiden           |

### 9-Ball
| Platz | Spieler                 | Verein                  |
| ----- | ----------------------- | ----------------------- |
| 1     | Sandra Ortner           | BC Sindelfingen         |
| 2     | Daniela Benz            | BVS Heddesheim          |
| 3     | Molrudee Kasemchaiyanan | PV Astoria Walldorf     |
| 3     | Karin Mayet             | BSV Dachau              |
| 5     | Silke Falkus            | SG Herne-Stamm/Sodingen |
| 5     | Franziska Stark         | PBV Schwetzingen        |
| 5     | Christine Wiechert      | BC Oberhausen           |
| 5     | Karin Michl             | BC Diabolo Germering    |
| 9     | Martina Bund            | PSG Köln                |
| 9     | Susanne Wessel          | PBC Castrop             |
| 9     | Sabrina Fritz           | PBC Lindenhorst         |
| 9     | Diana Stateczny         | SG Herne-Stamm/Sodingen |
| 13    | Hella Kasper            | PBC Schwerte            |
| 13    | Alexandra Schwerin      | 1. BSV Weiden           |
| 13    | Katja Wilhelms          | PBSG Wolfsburg          |
| 13    | Corina Frister          | Kieler Billard Union    |